# B612 Foundation
Die B612 Foundation ist eine US-amerikanische Non-Profit-Nichtregierungsorganisation und Stiftung, die sich die Erforschung von erdnahen Objekten, dem Schutz der Erde vor einem Impakt und dem Aufbau einer möglichen Asteroidenabwehr zur Aufgabe gemacht hat.
Die Stiftung wurde im Oktober 2001 auf einem Workshop im NASA Johnson Space Center durch den Astrophysiker Piet Hut und den ehemaligen Astronauten Ed Lu gegründet. Die ehemaligen Astronauten Bill Anders und Rusty Schweickart gehören zum Gründerkreis. Auch der Astronom Harold Reitsema ist Mitglied.
Die Foundation wurde nach dem fiktiven Asteroiden B612 aus der Erzählung Der kleine Prinz von Antoine de Saint-Exupéry benannt.
Im Sommer 2012 gab die Organisation Pläne für eine Raumfahrtmission mit dem Namen SENTINEL (dt. Wächter) bekannt. Ziel der Mission war es, um das Jahr 2017 ein Weltraumteleskop mit einer Falcon-Trägerrakete in eine Umlaufbahn um die Sonne zu bringen. Mit dem Infrarot-Weltraumteleskop sollte es möglich sein, potentiell gefährliche Erdbahnkreuzer zu entdecken. Das Teleskop sollte von Ball Aerospace gebaut werden. Da die benötigten Mittel nicht aufgebracht werden konnten, wurde das Projekt 2017 jedoch gestoppt, stattdessen sollte ein Ansatz mit mehreren kleineren Satelliten verfolgt werden.